# Griechische Tempel Siziliens
Die griechischen Tempel Siziliens sind Tempel, die von griechischen Siedlern erbaut wurden, die ab der Mitte des 8. Jahrhunderts v. Chr. begannen, Sizilien zu kolonisieren.

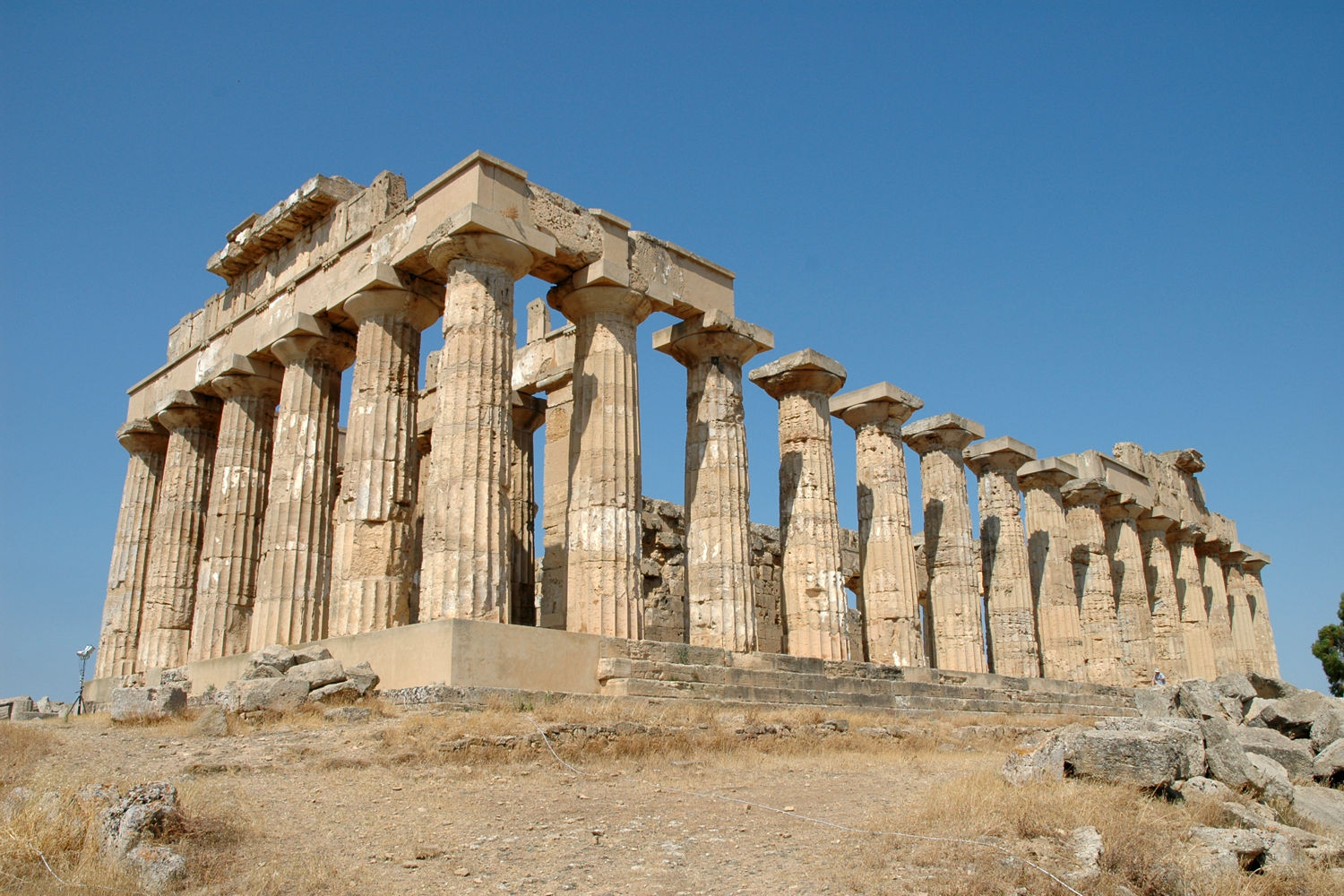
Tempel E in Selinunt

Die bedeutendsten griechischen Tempel Siziliens befinden sich in der Altstadt (Insel Ortygia) und der Neustadt (Neapolis) des antiken Syrakus, in Agrigent (dem antiken Akragas) und in Selinunt. Der älteste uns bekannte dieser Tempel ist der Apollontempel von Syrakus, der ca. 575 v. Chr. errichtet wurde. Der Concordiatempel von Agrigent zählt zu den am besten erhaltenen griechischen Tempeln überhaupt.

## Geschichte

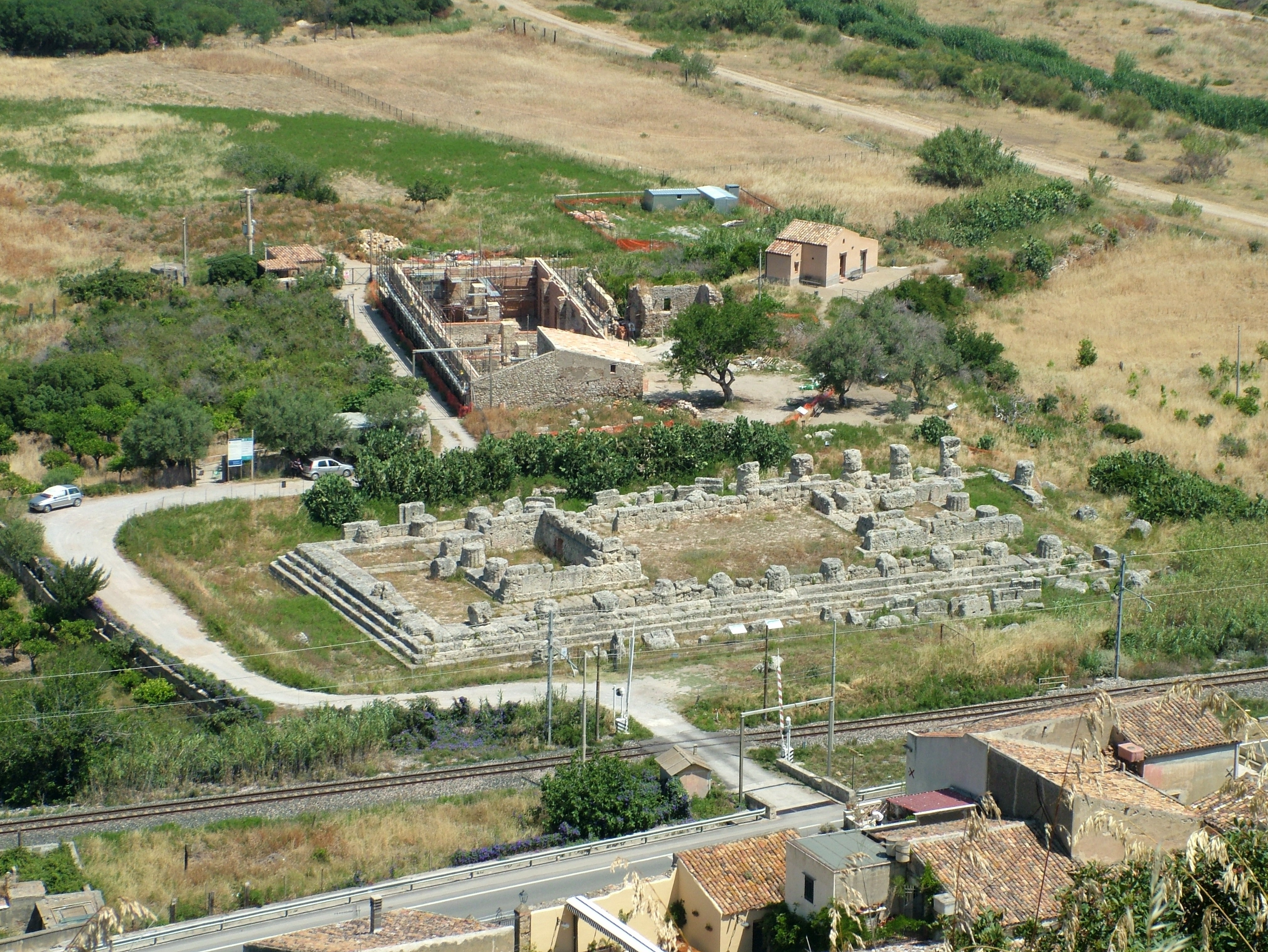
Reste des Siegestempels von Himera

Zunächst errichteten die Siedler einfache Heiligtümer in Form eines Megarons mit ein bis drei hintereinanderliegenden Räumen. Spätestens im 6. Jahrhundert v. Chr. begannen sie jedoch auch mit dem Bau größerer Tempel mit Ringhallen.
Die Blütezeit des Tempelbaus auf Sizilien war das 5. Jahrhundert v. Chr., als nach dem Sieg der Griechen über die Karthager in der Schlacht bei Himera im Jahre 480 v. Chr. der Reichtum der griechischen Poleis durch die in der Schlacht gewonnene Kriegsbeute, die als Sklaven arbeitenden Kriegsgefangenen und die Reparationen, die Karthago zu zahlen hatte, stieg. Beendet wurde diese Blütezeit durch die Eroberung Siziliens und die dabei erfolgte Zerstörung vieler Tempel durch die Karthager am Ende des 5. Jahrhunderts v. Chr.
In späterer Zeit wurden keine größeren Tempel mehr errichtet, sondern lediglich die älteren teilweise wieder instand gesetzt. Nach der Eingliederung Siziliens in das Römische Reich errichteten die Römer keine eigenen Tempel in Sizilien, sondern verwendeten die bestehenden griechischen Tempel weiter.

## Besonderheiten

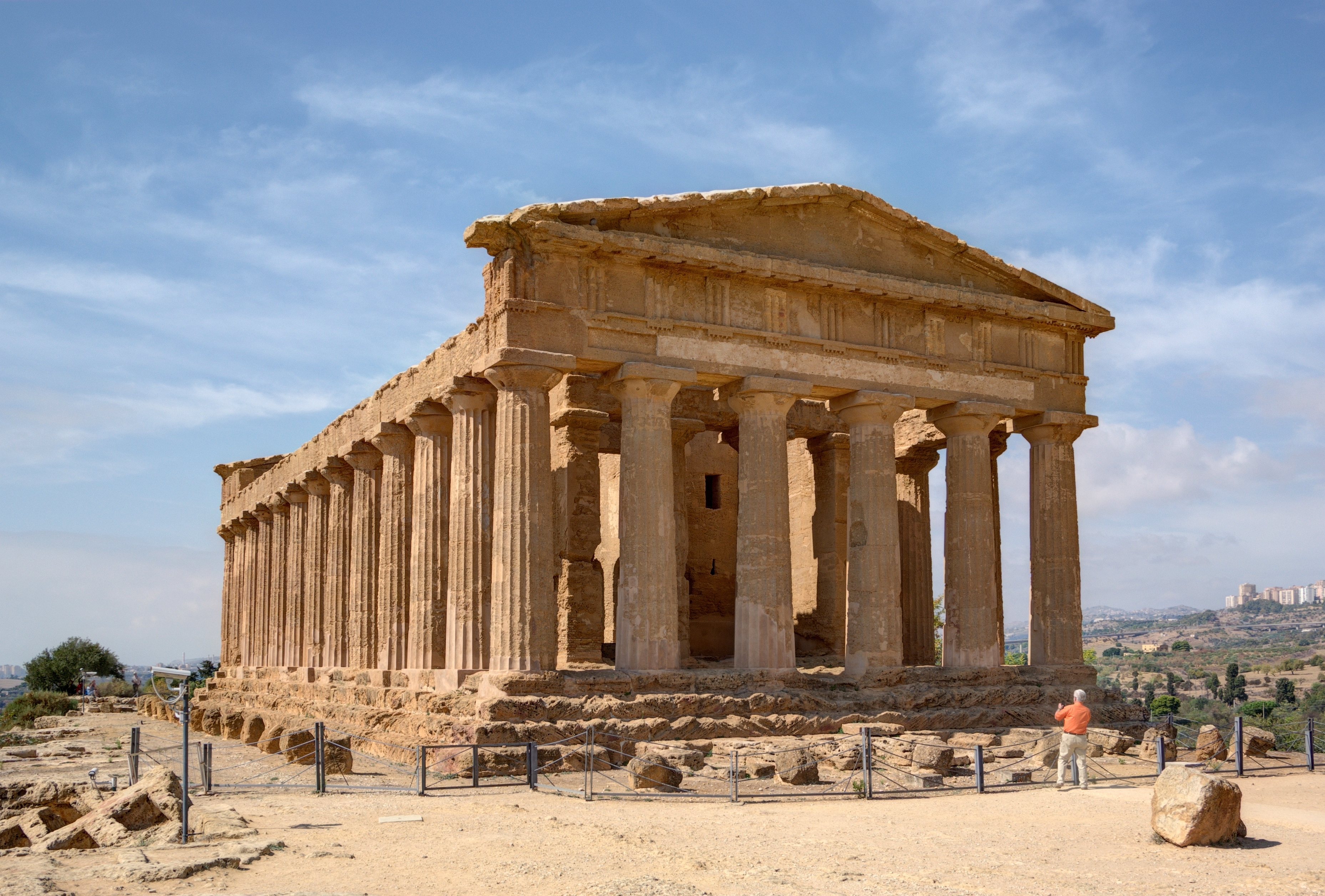
Aufriss des Concordiatempels

Die griechischen Tempel Siziliens sind zumeist als Peripteros im dorischen Baustil errichtet. So zeigen sie meist den typischen Aufriss aus einem 3- bis 4-stufigen Unterbau (Krepis), den Säulen mit dorischem Kapitell, dem Gebälk aus Architrav und Triglyphen-Metopen-Fries und dem vorspringenden Gesims mit einem Dreiecksgiebel an der Vorderseite und der Rückseite des Tempels. Der Grundriss zeigt den zentralen Kultbau des Tempels, den Naos, aus Pronaos, Cella, Adyton und Opisthodom, der von einer Säulenhalle, der Peristasis, umgeben ist

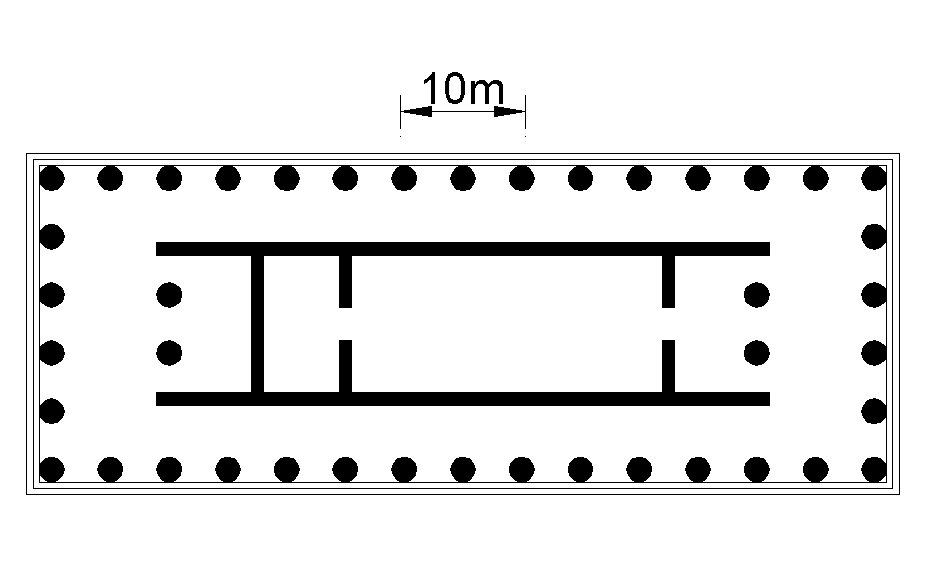
Grundriss des Tempels E in Selinunt

Auch wenn die griechischen Siedler mit dem Mutterland in regem Austausch standen und Einflüsse in der Architektur in beiden Richtungen nachzuweisen sind, haben die Tempel Siziliens doch auch Eigentümlichkeiten, die sie von den Tempeln des griechischen Mutterlands unterscheiden. Da die Orte, an denen die Tempel in Sizilien standen, in der Regel keine traditionellen Orte der Götterverehrung waren, versuchten die Siedler, ihre Tempel als Ausgleich dafür besonders groß und prunkvoll zu gestalten.
Anders als die Tempel des griechischen Mutterlandes, die auf eine Rundumansicht angelegt sind, sind die griechischen Tempel Siziliens in ihrem Entwurf frontbetont. Die Frontseite, meist die Ostseite, ist mit einer breiten Freitreppe versehen, und vor ihr liegt ein großer Opferaltar, der besonders eindrucksvoll noch beim Heratempel von Agrigent erhalten ist. Um diesen Altar herum fanden die gemeinschaftlichen Zeremonien statt und auf ihm wurden den Göttern Schlachtopfer von Vieh dargebracht.

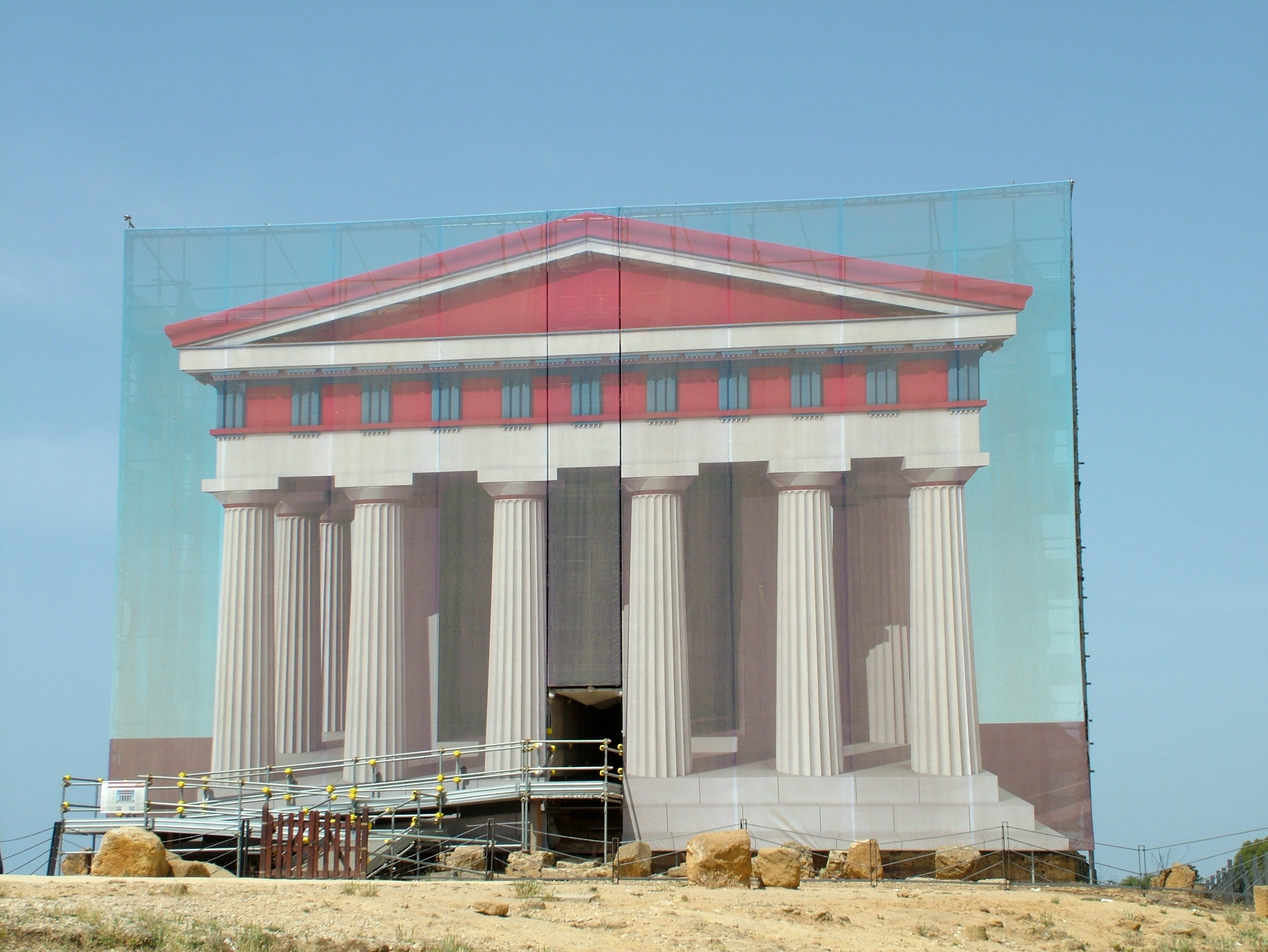
Farbrekonstruktion des Concordiatempels

Während viele Tempel im griechischen Mutterland aus Marmor erbaut sind, wurde für die griechischen Tempel Siziliens als Baumaterial Kalkstein verwendet. Zum Schutz des Kalksteins vor Verwitterung und um ihm ein marmorartiges Aussehen zu geben, wurde er mit einer Stuckschicht überzogen. An Teilen des Tempels B von Selinunt wurden 1824 erstmals Farbspuren entdeckt, was die vor allem von Johann Joachim Winckelmann vertretene These der rein weißen Tempelbauten, wie sie dann vor allem im Klassizismus oft imitiert wurden, ins Wanken brachte und den Polychromiestreit auslöste. Eine Farbrekonstruktion des Concordiatempels, wie sie bei den letzten Instandhaltungsarbeiten ab 2005 auf dem Baugerüst dargestellt war, zeigt den unteren Teil bis zum Architrav in Weiß, während vor allem der Fries und der Dreiecksgiebel in kräftigem Rot und Blau wiedergegeben sind.

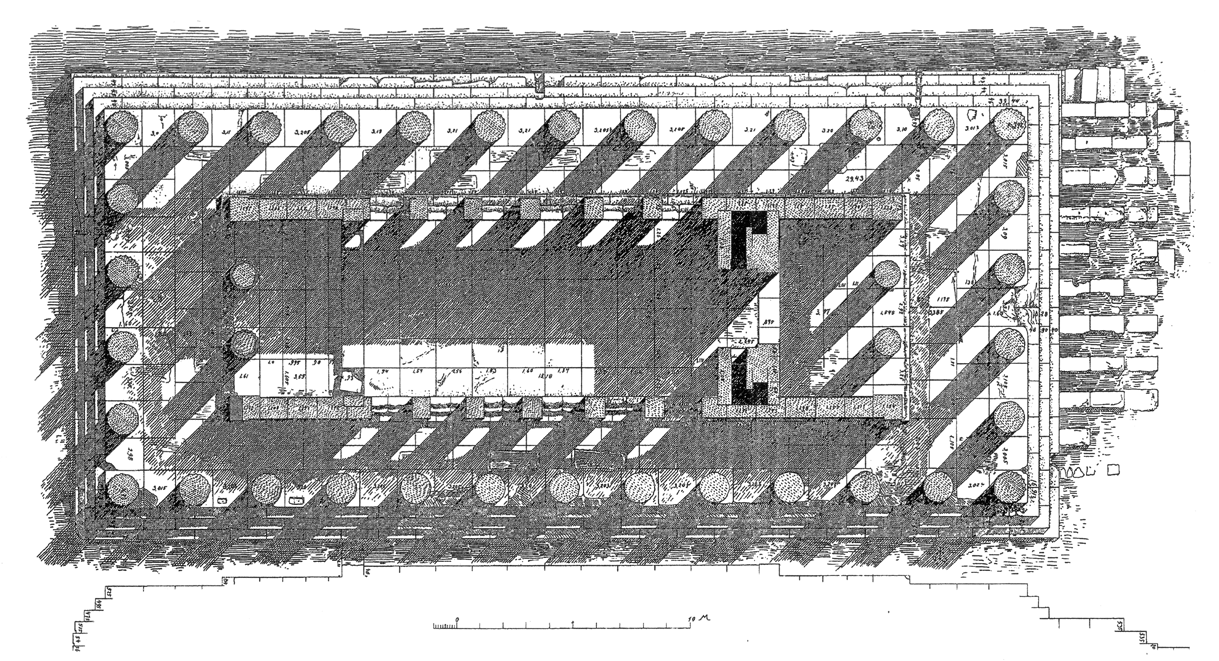
Concordiatempel, Grundriss von Robert Koldewey

In den griechischen Tempeln Siziliens wurde das Adyton, das im griechischen Mutterland überwiegend nur in archaischen Tempeln zu finden ist, auch in der klassischen Epoche noch häufig verwendet. Pronaos und Cella sind oft nicht durch eine Trennwand voneinander abgeteilt, sondern wie beispielsweise beim Concordiatempel durch zwei große Pfeiler, in deren Innerem Treppen bis auf das Dach hinauf führen.
Gegenüber der klassischen Säulenhalle mit 6 Säulen auf den Schmal- und 13 Säulen auf den Längsseiten, wie sie im griechischen Mutterland üblich ist, haben die griechischen Tempel Siziliens eine gestrecktere Form mit 6 × 14 oder sogar 6 × 15 Säulen. Lediglich die Tempel von Akragas haben überwiegend 6 × 13 Säulen. Diese Streckung kommt vor allem den Vorhallen, d. h. den Zwischenräumen zwischen der Säulenfront und dem Pronaos bzw. den Opisthodom zugute, die in der Regel eine Tiefe von 2 Säulenjochen haben.

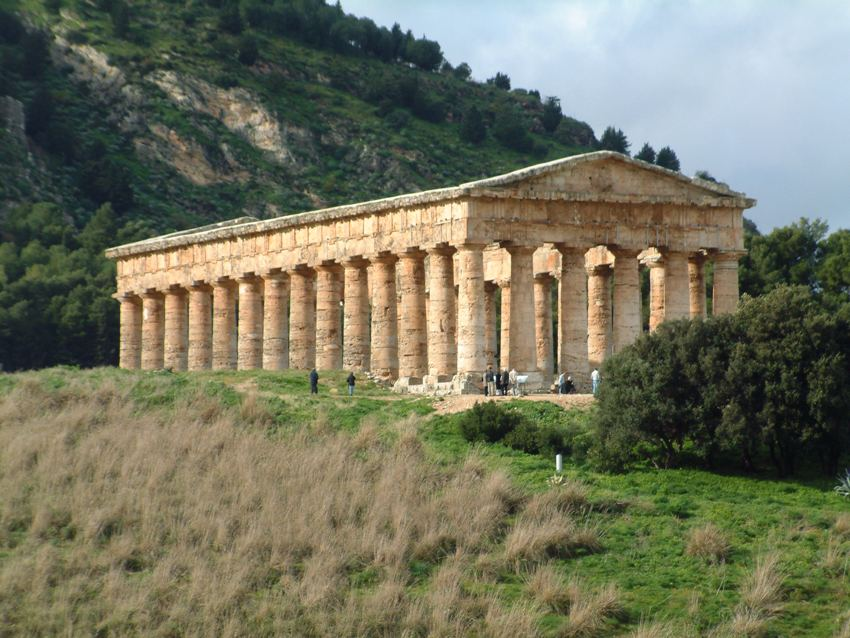
Tempel von Segesta

Der dorische Eckkonflikt wurde in Sizilien meist anders behandelt als im Mutterland. Häufiger als anderswo wurde hier die doppelte Eckkontraktion verwendet, d. h. eine abgestufte Verengung der beiden äußeren Säulenjoche, was einen harmonischeren Gesamteindruck bewirkt, obwohl dadurch zusätzliche Unregelmäßigkeiten in die Abfolge von Metopen und Triglyphen gebracht wird. Beim Heratempel von Agrigent wurde eine ganz ungewöhnliche Lösung gewählt: An den Seiten und auf der Rückwand zeigt er eine einfache Eckkontraktion, während an der Frontseite statt einer Eckkontraktion das mittlere Säulenjoch verbreitert ist.
Einen Sonderfall unter den griechischen Tempeln Siziliens bildet der Große Tempel von Segesta, da Segesta eine Stadt der Elymer war, die sonst keine Tempelbauten hatten. Da nur die Ringhalle vorhanden ist, wurde die Auffassung vertreten, er habe keine Cella gehabt und sei eine offene Ringhalle um einen elymischen Kultplatz gewesen. Mittlerweile konnte jedoch die Cella rekonstruiert werden.

## Chronologische Liste
In der folgenden Liste sind die bedeutendsten griechischen Tempel Siziliens mit ihren wesentlichen Baumerkmalen in der Reihenfolge ihrer Errichtung aufgeführt.
Die Auswahl der Tempel orientiert sich an den unter Literatur angegebenen Standardwerken von Koldewey/Puchstein und Dieter Mertens. Sie umfasst alle von Koldewey/Puchstein beschriebenen Tempel und die Tempel, die bei Mertens ausführlicher beschrieben und nicht nur in einem kurzen Absatz abgehandelt sind.
In der Tabelle bedeutet Grundfläche die Abmessungen (Frontbreite × Seitenlänge) des Stylobats. Mit * gekennzeichnete Angaben sind rekonstruierte Werte, da der Stylobat nicht erhalten ist.
| Tempel                       | Ort                 | Entstehungszeit          | Bautyp                               | Grundfläche      | Säulen | Bemerkungen | Bild |
| ---------------------------- | ------------------- | ------------------------ | ------------------------------------ | ---------------- | ------ | --- | ---- |
| Apollontempel                | Syrakus             | 575 v. Chr.              | dorischer Peripteros                 | 21,57 × 55,36 m  | 6 × 17 | ältester bekannter griechischer Tempel Siziliens, 1932–42 ausgegraben, dreischiffige Cella, doppelte Frontsäulenreihe (Grundriss)                           |      |
| Tempel C                     | Selinunt            | ca. 570–560 v. Chr.      | dorischer Peripteros                 | 24,00 × 63,70 m  | 6 × 17 | Teile 1925/27 wieder aufgerichtet (Grundriss) |      |
| Olympieion                   | Syrakus             | 560 v. Chr.              | dorischer Peripteros                 | 22,04 × 62,02 m  | 6 × 17 | außerhalb der Stadt südlich der Quelle der Ciane, nur Stylobat und 2 Säulen erhalten (Grundriss)                                                            |      |
| Zeustempel                   | Agrigent            | 6. Jh. v. Chr.           |                                      |                  |        | Existenz auf der Akropolis durch Polybios bezeugt, Lage unklar, unter der Kathedrale San Gerlando vermutet                                                  |      |
| Artemistempel                | Syrakus             | 6. Jh. v. Chr.           | ionischer Peripteros                 | 22,60 × 55,90 m* | 6 × 14 | Reste unter dem Rathaus nördlich des Athenetempels |      |
| Tempel D                     | Selinunt            | ca. 540 v. Chr.          | dorischer Peripteros                 | 24,00 × 56,00 m  | 6 × 13 | |      |
| Tempel F                     | Selinunt            | ca. 530 v. Chr.          | dorischer Peripteros                 | 24,40 × 61,80 m  | 6 × 14 | zugemauerte Säulenzwischenräume, doppelte Säulenreihe an der Frontseite (Grundriss)                                                                         |      |
| Tempel G                     | Selinunt            | 520–470 v. Chr.          | dorischer Peripteros                 | 50,10 × 110,10 m | 8 × 17 | größter echter Ringhallentempel, dreischiffige Cella (Grundriss)                                                                                            |      |
| Heraklestempel               | Agrigent            | um 500 v. Chr.           | dorischer Peripteros                 | 25,34 × 67,00 m  | 6 × 15 | 8 Säulen im 20. Jh. wiederaufgerichtet (Grundriss) |      |
| Athenatempel                 | Agrigent            | Anfang 5. Jh. v. Chr.    | dorischer Peripteros                 | 15,10 × 34,70 m  | 6 × 13 | überbaut mit Kirche S. Maria dei Greci (Grundriss) |      |
| Olympieion                   | Agrigent            | um 480 v. Chr.           | dorischer Tempel mit Pseudoperistase | 56,30 × 112,60 m | 7 × 14 | Pseudoperistase aus Pfeilern mit vorgeblendeten Halbsäulen, Zwischenräume durch Mauern geschlossen, Telamone tragen das Gebälk (Grundriss, Aufriss, Modell) |      |
| Athenetempel                 | Syrakus             | 480 v. Chr.              | dorischer Peripteros                 | 22,20 × 55,45 m  | 6 × 14 | umgebaut als Kathedrale |      |
| Olympieion oder Athenetempel | Himera              | 480 v. Chr.              | dorischer Peripteros                 | 22,46 × 55,91 m  | 6 × 14 | nach dem Sieg in der Schlacht bei Himera errichtet, daher auch „Tempio della Vittoria“ (Siegestempel) genannt                                               |      |
| Tempel A                     | Selinunt            | 480–470 v. Chr.          | dorischer Peripteros                 | 16,13 × 40,30 m  | 6 × 14 | |      |
| Demetertempel                | Agrigent            | 480–470 v. Chr.          | dorischer Antentempel                | 13,30 × 30,20 m  | –      | überbaut mit Kirche S. Biagio (Grundriss) |      |
| Tempel E (Heratempel)        | Selinunt            | 470–450 v. Chr.          | dorischer Peripteros                 | 25,30 × 67,80 m  | 6 × 15 | 1956 wieder aufgerichtet (Grundriss) |      |
| Dioskurentempel              | Agrigent            | Mitte 5. Jh. v. Chr.     | dorischer Peripteros                 | 13,86 × 31,70 m  | 6 × 13 | Ecke im 19. Jh. wiederaufgerichtet |      |
| Tempel L                     | Agrigent            | Mitte 5. Jh. v. Chr.     | dorischer Peripteros                 | 17,20 × 38,80 m* | 6 × 13 | |      |
| Heratempel                   | Agrigent            | 460–450 v. Chr.          | dorischer Peripteros                 | 16,90 × 38,15 m  | 6 × 13 | Säulen und Architrav der Nordseite im 18. Jh. wiederaufgerichtet (Grundriss)                                                                                |      |
| Asklepiostempel              | Agrigent            | 2. Hälfte 5. Jh. v. Chr. | dorischer Pseudo-Doppelantentempel   | 10,70 × 21,70 m  | –      | |      |
| Concordiatempel              | Agrigent            | um 440 v. Chr.           | dorischer Peripteros                 | 16,92 × 39,44 m  | 6 × 13 | besterhaltener griechischer Tempel Siziliens (Grundriss, Farbrekonstruktion)                                                                                |      |
| Hephaistostempel             | Agrigent            | um 430 v. Chr.           | dorischer Peripteros                 | 17,06 × 35,19 m* | 6 × 13 | nur zwei Säulestümpfe stehen noch |      |
| Tempel von Segesta           | Segesta             | ca. 430–420 v. Chr       | dorischer Peripteros                 | 23,13 × 58,05 m  | 6 × 14 | unvollendeter Tempel der Elymer unter griechischem Einfluss (Grundriss)                                                                                     |      |
| Tempel B                     | Selinunt            | 4.–3. Jh. v. Chr.        | Prostylos                            | 4,60 × 8,40 m    | 4      | hellenistischer Tempel mit Pronaos und quadratischer Cella                                                                                                  |      |
| Oratorium des Phalaris       | Poggetto San Nicola | 2. Jh. v. Chr.           | ionischer Prostylos                  | 5,30 × 8,50 m    | 4      | |      |